# 171624 Nicolemartin
171624 Nicolemartin este o planetă minoră (asteroid) din centura de asteroizi. A fost descoperită pe 5 februarie 2000 la Observatorul Național Kitt Peak de Marc Buie⁠(d) și a fost numită după Nicole P. Martin⁠(d). 
Obiectul prezintă o orbită caracterizată de o semiaxă mare de 2,6475168188257 UAi, o excentricitate de 0,16, o înclinație de 4,3 ° în raport cu ecliptica.